# Al-Salt

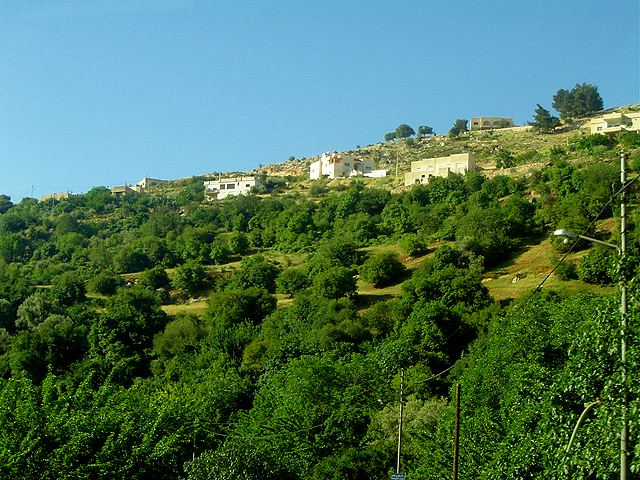
Wadi Shu'aib

Al-Salt (àrab: السلط, as-Salṭ) és una ciutat de Jordània, centre administratiu de la part central occidental, capital de la governació de Balqa, a l'antiga carretera entre Amman i Jerusalem, 28 km a l'oest d'Amman, a l'altiplà de Balqa, entre tres turons un dels quals (Jabal al-Qala) és el lloc d'una fortalesa en ruïnes del segle xiii. La ciutat tenia el 1993 una població de 60.740 habitants. L'anomenada gran municipalitat tenia el 2006 una població de 97.000 habitants, i en 2011 ja en superava els 100.000.
Hauria estat construïda per l'exèrcit macedoni sota Alexandre el Gran i s'anomenava Gàdara. En època clàssica Regis Saltus fou un domini agrícola de la corona (segurament concedit per Septimi Sever) a la província Palestina Primera, i va acabar donant nom a la ciutat; restes de l'antic domini es van trobar el 1978. Durant l'època romana d'Orient fou seu d'un bisbat; en aquest temps era un dels principals establiments (sinó el principal) a l'est del riu Jordà. A començaments del segle xii estava en mans dels croats i a la mort de Balduí I de Jerusalem (1118) el seu successor Balduí II va demanar la prolongació de la treva a l'atabeg de Damasc Zahir al-Din Tughtegin i aquest hi va accedir a canvi dels impostos de la ciutat i els de Jabal Awf, Hannana, al-Ghawr i al-Julan, condició rebutjada pel rei jerosolimità. Després de la batalla d'Hittin va passar a Saladí (1187) i el 1192 aquest la va cedir al seu germà al-Àdil I. El fill d'aquest Xaraf al-Din Isa hi va construir una ciutadella anomenada Ras al-Amir, que després va servir com a lloc de desterrament. El 1246 s'hi van establir refugiats khwrizmites, però la ciutat fou atacada per un tal Fakhr al-Din Ibn al-Shaykh i van haver de fugir a Karak. El 1260 fou ocupada pels mongols però recuperada per Baybars I que hi va instal·lar una guarnició. Durant l'època mameluca fou eclipsada progressivament per Amman i per Hisban.
Sota els otomans fou centre d'una nàhiya, amb una població de 168 famílies i 10 homes celibataris al segle xvi. Ibrahim Paixà d'Egipte va destruir la fortalesa segurament el 1831 (en tot cas abans de 1840) i només en queden algunes ruïnes. Al segle xix va dependre de l'Hawran, de Karak o de Nablus; el 1895 era un qadà de la província (liwà) de Karak, que englobava les nàhiyes d'Amman, Djiza i Madaba. El 1921 va ser una de les ciutats esmentades per ser capital del regne de Transjordània, però finalment fou escollida Amman que aleshores només tenia 20.000 habitants.

## Districtes Metropolitans

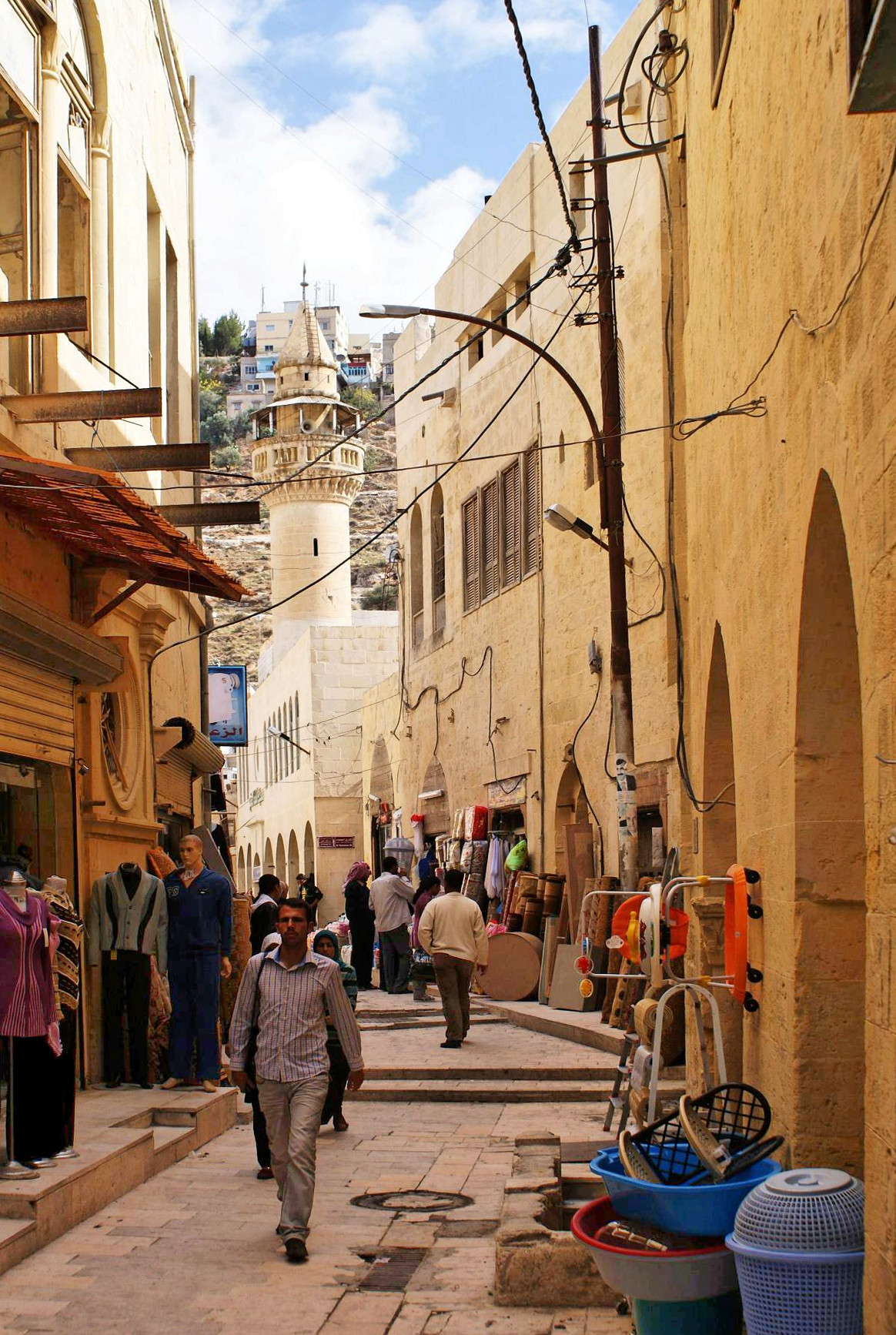
Hamam street a la ciutat vella

La Gran Municipalitat es divideix en nou districtes:
|   | Districte     | Població (2006) | Àrea (Km2) |
| - | ------------- | --------------- | ---------- |
| 1 | Salt City     | 71,100          | 48         |
| 2 | Zai           | 2580            | 7.7        |
| 3 | Umm Jouzeh    | 3355            | 4.2        |
| 4 | Wadi Alhoor   | 1815            | 1.73       |
| 5 | Al-Yazeediyeh | 900             | 1.08       |
| 6 | Yarqa         | 5300            | 4.154      |
| 7 | Ira           | 4100            | 4.4        |
| 8 | Allan         | 4640            | 3.8        |
| 9 | Rumaimeen     | 2884            | 4,3        |